# Raphaël Charles Peyre
Raphaël Charles Peyre (né le 31 mai 1872 à Paris, dans le 3e arrondissement de Paris, et mort le 3 janvier 1949, dans le 12e arrondissement de Paris) est un sculpteur français.

## Biographie
Raphaël Charles Peyre est un élève d'Alexandre Falguière, Théophile Barrau et Antonin Mercié. Ses sujets préférés sont principalement des sujets allégoriques et symboliques. Il expose son travail pour la première fois en 1893 au Salon de Paris. En 1894, il reçoit une mention honorable au Salon des artistes de la Société des artistes français, dont il devient membre en 1900 et y expose désormais régulièrement. En 1902, il remporte une médaille de troisième classe, puis en 1903 une médaille de deuxième classe. En 1909, il expose son œuvre Harmonies.

## Œuvres (sélection)
- Statuettes en bronze doré :
  - Lys, 1901
  - Douleur, 1905
  - Femme à la harpe (c. 1925)
- Plâtres :
  - Salammbô, 1893
  - Saint-Jean-Baptiste enfant, 1894
  - Extase enfantine, 1896
  - Après la bacchanale, 1899
  - Offrande à Vénus, 1906
  - La nymphe à la vague, 1907
  - Bataille de Fleurs, 1909
  - Vendangeur, 1913
  - La Joie dans le soleil, circa 1929
- Dans l'espace public :
  - Toilette de la jeune fille, 1909, Courbevoie
  - Fontaine des Nymphes, 1911, Boulogne-Billancourt, square Léon Blum
  - Harmonies, 1910, La Promenade des Platanes, Perpignan
  - Bataille de Fleurs, 1929, Musée dans la Rue, Barentin
  - Femme à la corbeille, Petit Palais, Musée des Beaux-Arts de la Ville de Paris
  - La Douche, Montpellier Hill, Harrogate (achetée par Sir Dhunjibhoy Bomanji en 1913 pour sa résidence à Windsor)
  - Crusading for right, 1918, sculpture en bronze à Quantico, Virginie[2]
  - La Joie dans le soleil, 1928-1929, Sousse, Tunisie.

## Galerie

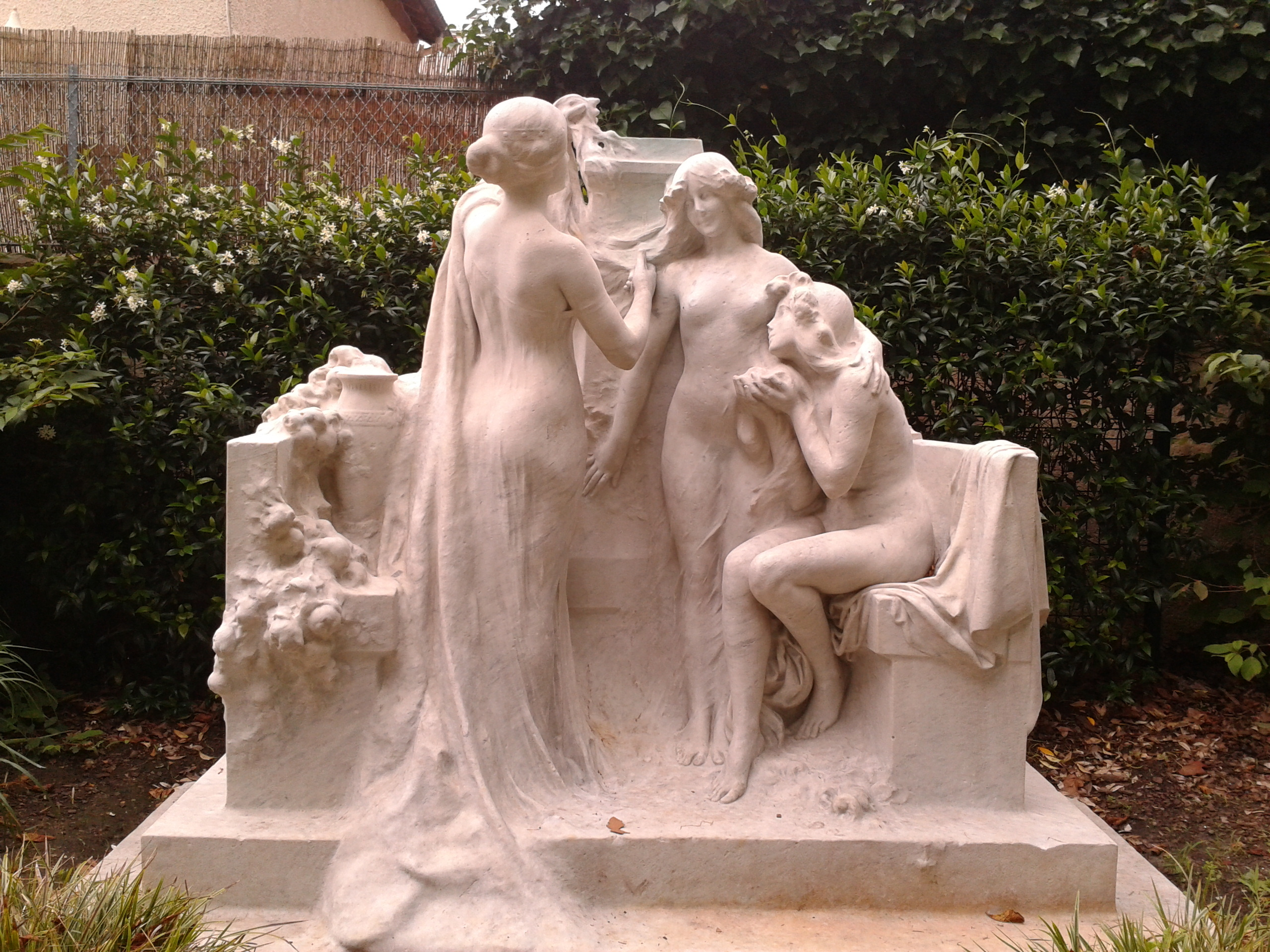
Toilette de la jeune fille, Courbevoie.
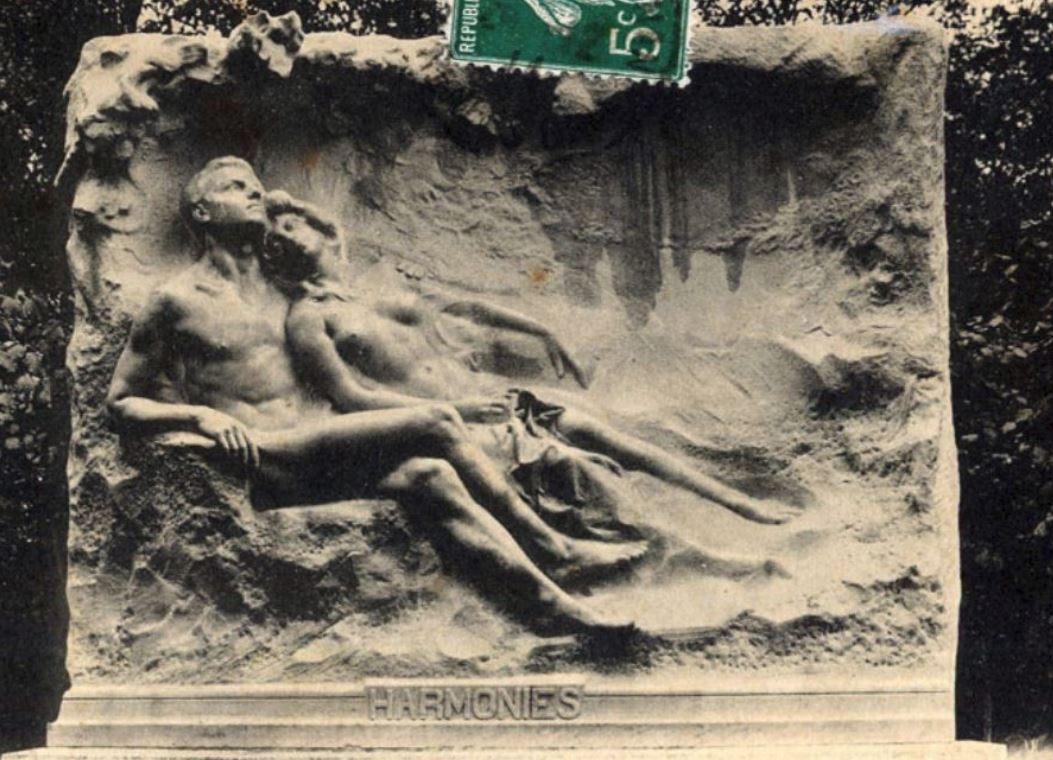
Harmonies, Perpignan.
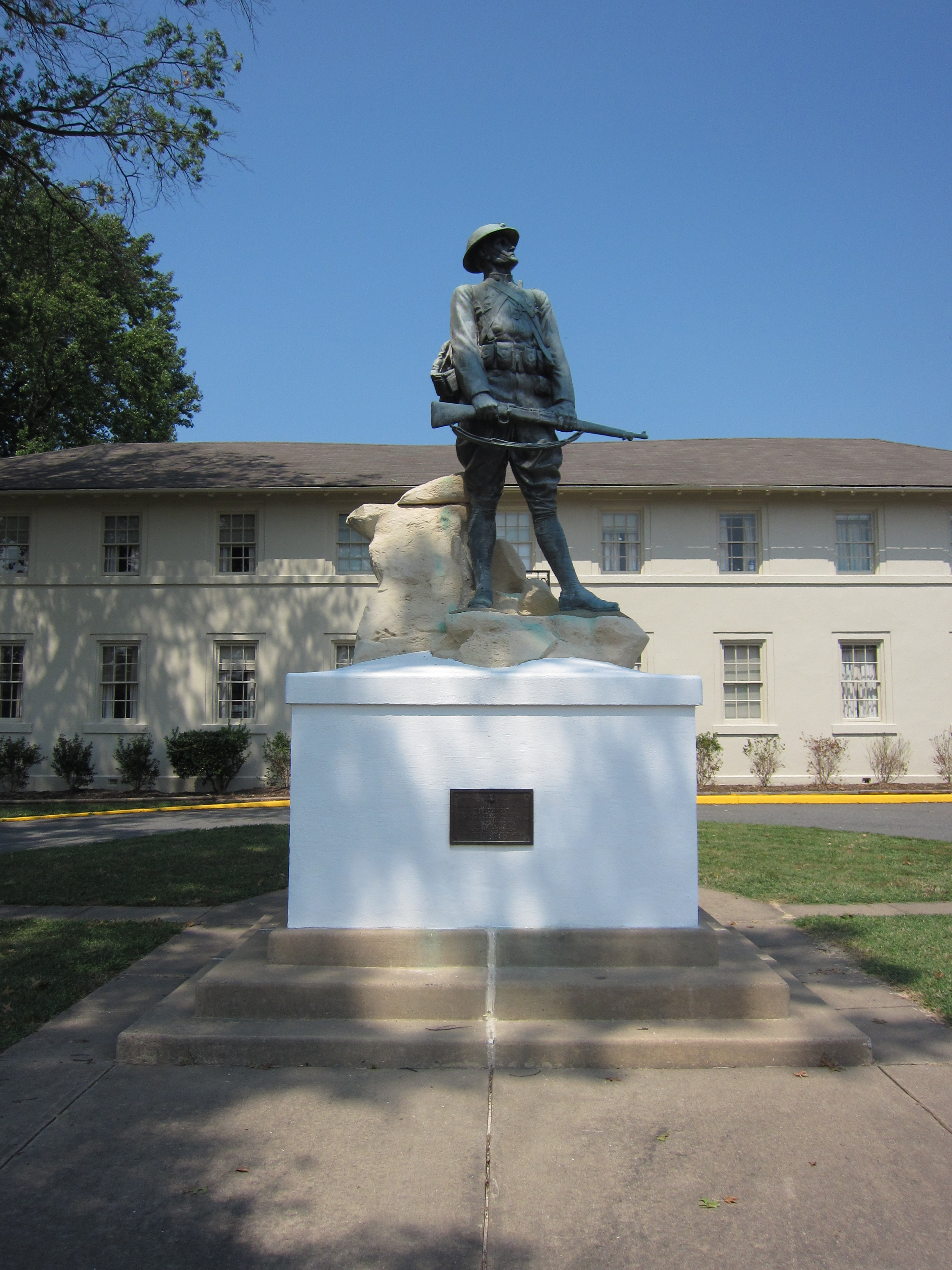
Crusading for right, Quantico, Virginie ; connue aussi sous le titre (inscrit sur le socle) de Iron Mike.
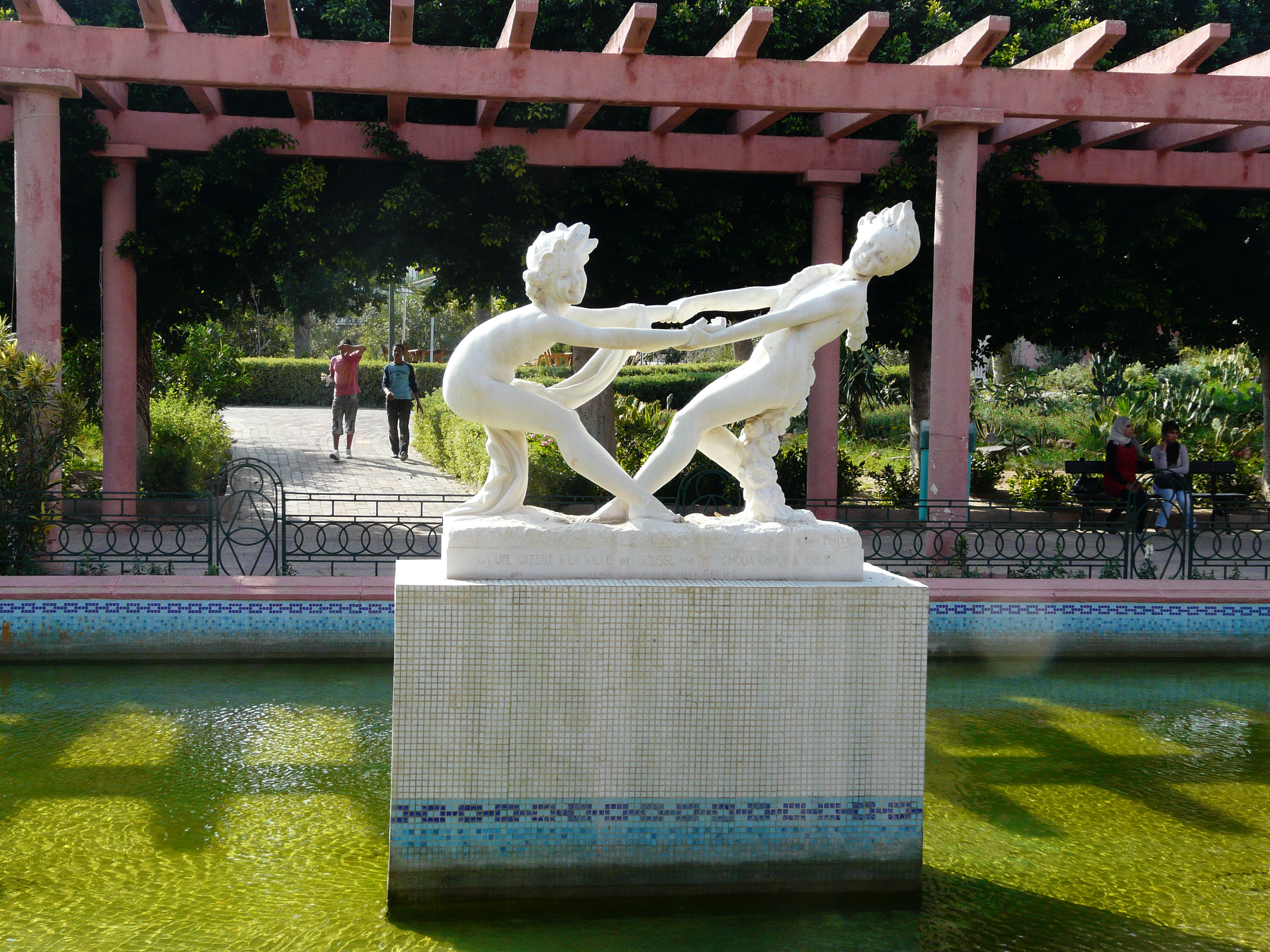
La Joie dans le soleil, Jardin Boujaafaâr, autrefois Parc Charles Nicolle, à Sousse (Tunisie).